# Hans Hagberg
Hans Erik Hagberg, född 6 december 1938 i Ulricehamn, död 11 oktober 2021, var en svensk officer i Flygvapnet.

## Biografi
Hagberg inledde sin militära karriär i Flygvapnet som fänrik 1964.  Han befordrades till löjtnant 1966, till kapten 1972, till major 1975, till överstelöjtnant 1979 och till överste 1985. 1966–1970 var han divisionschef vid Flygvapnets Krigsskola (F 20). 1973 var han enhetschef vid Flygstaben. 1977 var han flygchef vid Flygvapnets Krigsskola (F 20). 1979 var han flygchef vid Västgöta flygflottilj (F 6). 1981–1985 var han chef för Flygvapnets befälsskola (FBS). 1985–1988 var han ställföreträdande sektorflottiljchef och tillika flottiljchef för Upplands flygflottilj (F 16/Se M). 1988–1990 var han chef för Systemsektionen vid Flygstaben. 1990–1992 var han chef för Flygstabens informationsavdelning. 1992–1995 var han armé- och flygattaché i Dublin och London. 1995–1997 var han chef för Flygvapnets Uppsalaskolor (F 20). 1997–1999 var han till förfogande för Internationella avdelningen vid Högkvarteret. Hagberg lämnade Försvarsmakten 1999.